# Catedrala Sfinții Petru și Pavel din Constanța
Catedrala ortodoxă „Sfinții Apostoli Petru și Pavel“ este un lăcaș de cult ortodox din Constanța, situat în zona peninsulară a orașului, mai jos de Piața Ovidiu, în fața clădirii Arhiepiscopiei Tomisului. Edificiul domină prin arhitectura sa monumentală întreg spațiul falezei sudice a orașului. Piatra de temelie a fost pusa la 4 septembrie 1883, in timpul mitropolitului Iosif Gheorghian. Sfințirea bisericii s-a făcut la 22 mai 1895.
Planurile de construcție aparțin renumitului arhitect Alexandru Orăscu (care, spre sfârșitul carierei a îmbrățișat stilul neoromânesc), iar arhitectul diriginte al lucrărilor a fost Carol Benesch. Antreprenorul lucrărilor a fost Henri Guaracino. În parcul ce înconjoară catedrala se află un complex arheologic în care sunt identificate elemente ale vechiului oraș Tomis.

## Arhitectură
Construcția, în stil neobizantin, din cărămidă presată, impune prin monumentalitatea fațadei și prin turnul înalt de 35 m. Pictura este refăcută in 1959-1961, de către Gheorghe Popescu si Niculina Dona- Delavrancea, frescele fiind redate în factura neobizantină, cu o coloratură românească. Sculptura este bine reprezentată la catapeteasma și strane, ca și la candelabre, policandre și sfeșnice (aliaj metalic din bronz cu alama) proiectate de Ion Mincu și lucrate la Paris.

## Istoric
Catedrala a fost construită între 1883-1895, în stilul vechii arhitecturi din Țara Românească, sub conducerea arhitectului Alexandru Orăscu iar deschiderea sa având loc abia la 22 mai 1895, din cauza non-conformismului picturii, care a trebuit să fie refăcută de George Demetrescu Mirea.
Până în anul 1925 a servit drept biserică parohială, iar între anii 1925 – 1950 a fost folosită ca biserică episcopală a fostei episcopii a Tomisului. La 3 august 1941, din cauza unui bombardament sovietic, altarul, catapeteasma cu icoanele și pictura au fost avariate și parțial distruse. Catedrala a fost reconstruită după război și a fost resfințită la 14 ianuarie 1951 de către patriarhul Justinian Marina, împreună cu episcopul Chesarie Păunescu al Dunării de Jos, în prezența unui număr mare de preoți și de credincioși din Dobrogea.
Mobilierul din stejar sculptat, după planul marelui arhitect Ion Mincu, inclusiv catapeteasma au prins contur la Paris în jurul anului 1890, în atelierele casei André Dorea.
La data de 9 noiembrie 1975, Episcopia Dunării de Jos este ridicată la rangul de Arhiepiscopie, cu titulatura Arhiepiscopia Tomisului și Dunării de Jos cu reședința la Galați, iar la Constanța va fi reședința episcopului vicar. 
Un odor drag închinătorilor din acest lăcaș sfânt este racla cu moaștele Sfântului Mare Mucenic Pantelimon aduse din Orientul Apropiat și donate bisericii episcopale tomitane de către preotul Dimitrie Popescu în anul 1931. În urma descoperirii moaștelor Sfinților Epictet și Astion (august 2001), locuitorii Constanței și toți închinătorii Catedralei sunt binecuvântați de aceste odoare de mare preț care ocrotesc lăcașul de cult. De asemenea, Catedrala adăpostește sfintele oseminte ale Sf. Auxentiu și ale Sf. Simeon Stâlpnicul și icoana făcătoare de minuni a Maicii Domnului, icoană pictată la Mănăstirea Durău după modelul unei icoane aduse de la Sfântul Munte.
Începutul noului mileniu aduce o reorganizare a vieții religioase din Dobrogea. În această reorganizare este inclusă și Catedrala Arhiepiscopală, care din 1 decembrie 2001 este biserică arhiepiscopală cu caracter mănăstiresc, fiind numit stareț părintele Cosma Mitu, fost viețuitor al Mănăstirii „Sfântul Apostol Andrei“. Cu această ocazie au fost depuse în Catedrala Arhiepiscopală moaștele Sfinților Mucenici Epictet și Astion, după ce au fost conduse în procesiune pe străzile Constanței. Această nouă formă permite oficierea sfintelor slujbe după rânduiala monahală.